# Beginenhof Hasselt

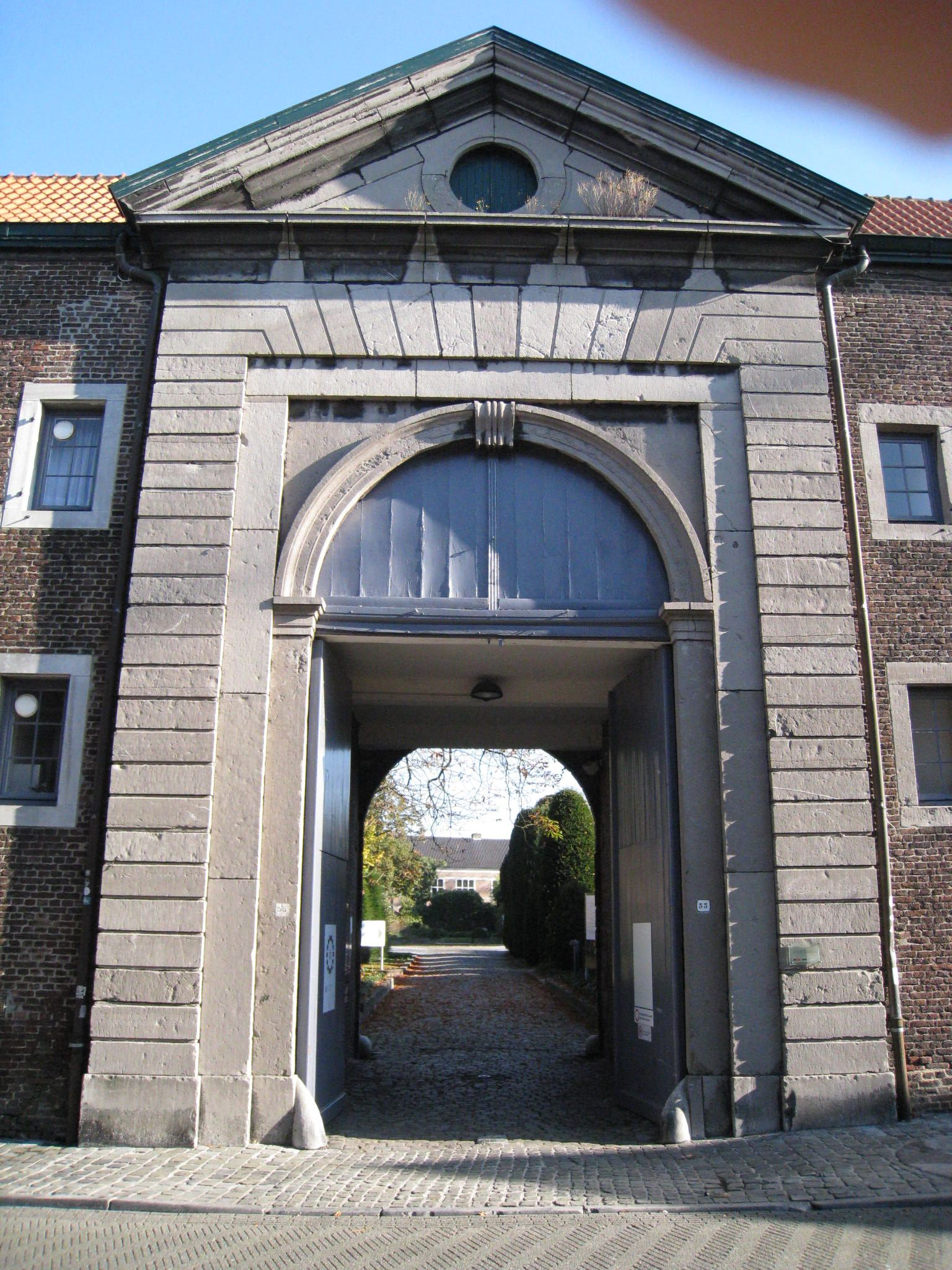
Klassizistisches Portal zum Beginenhof Hasselt

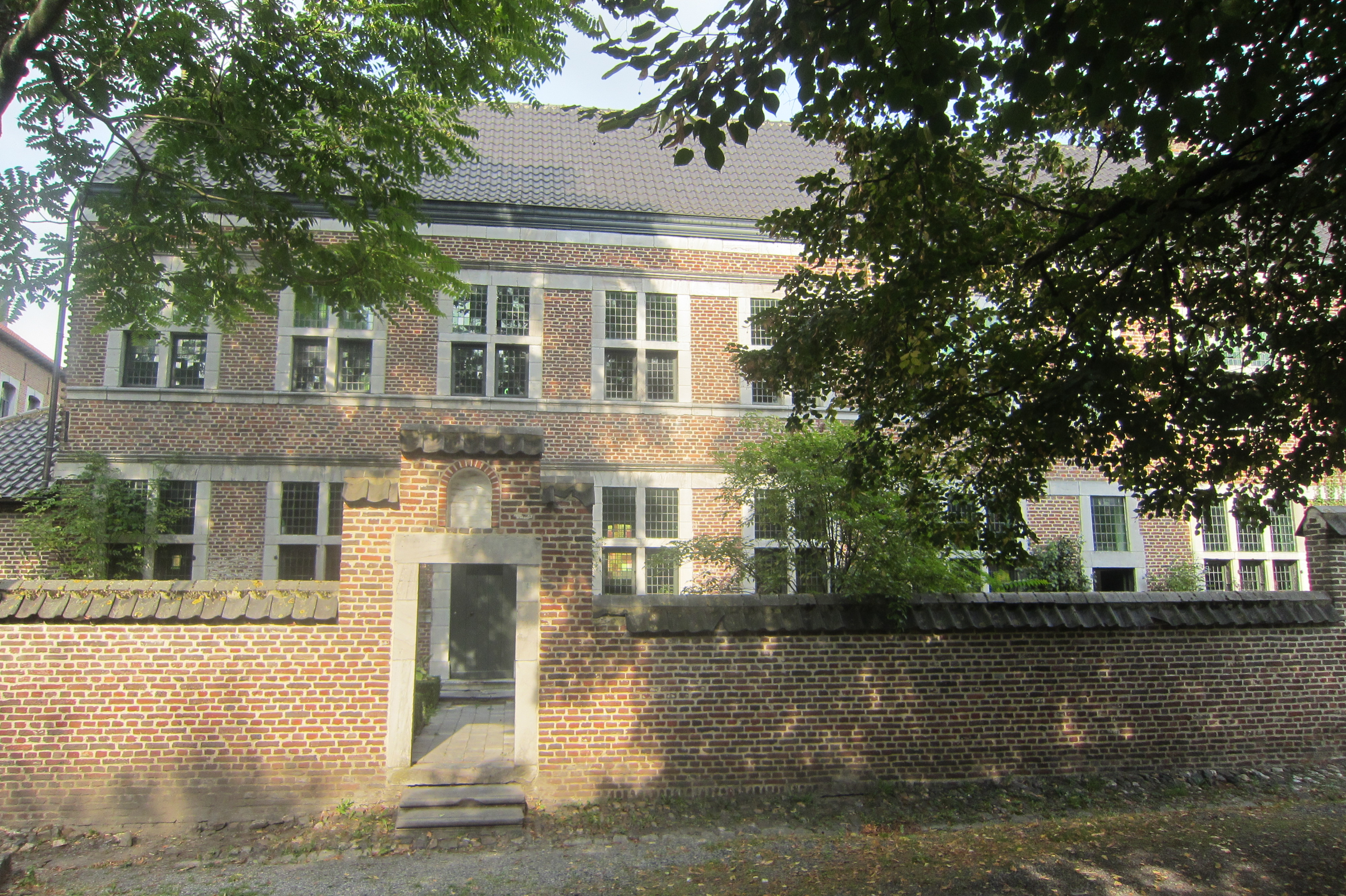
Beginenhäuser an der Witte Nonnenstraat

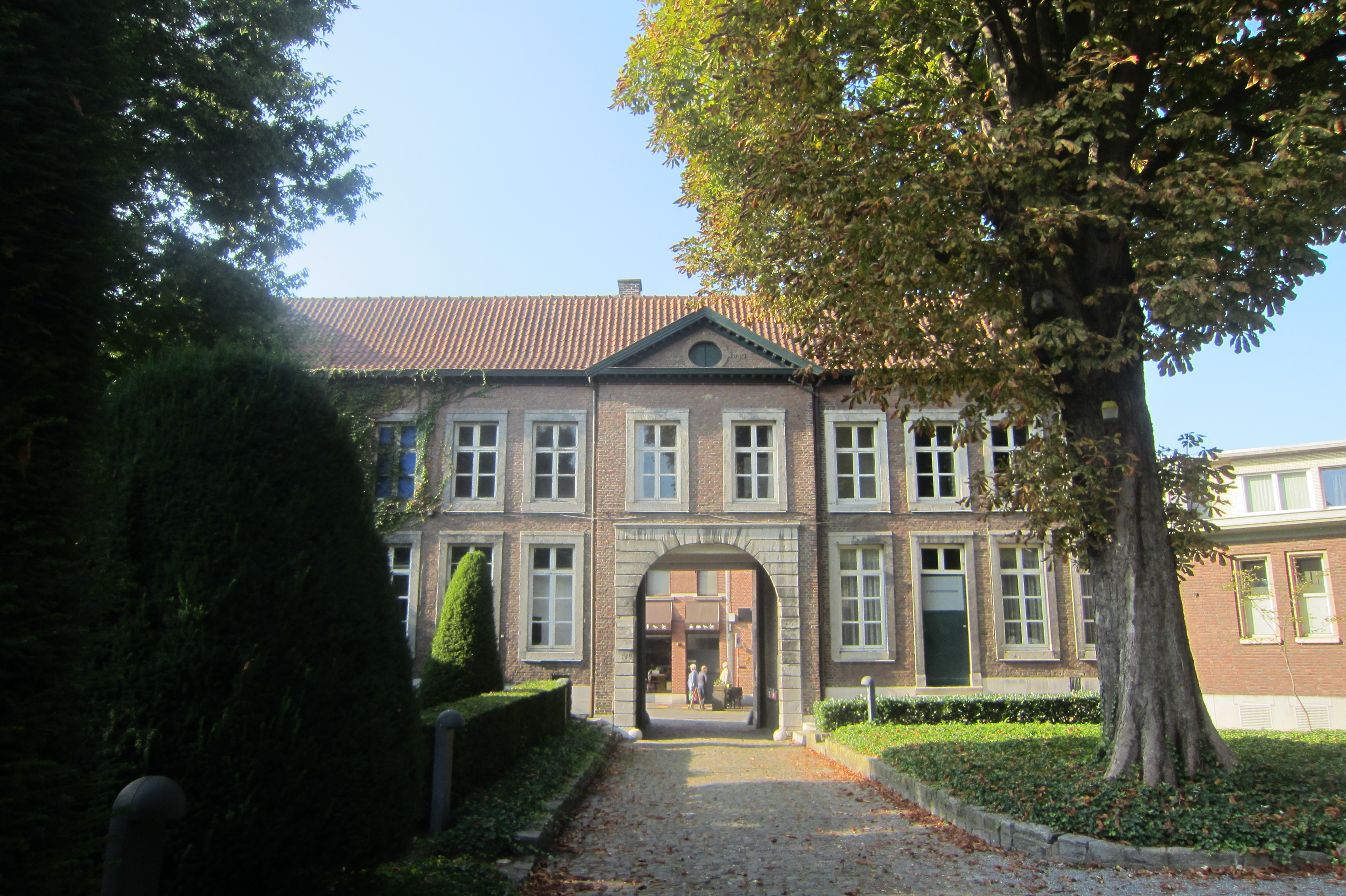
Giebel des Portalgebäudes vom Innenhof aus gesehen

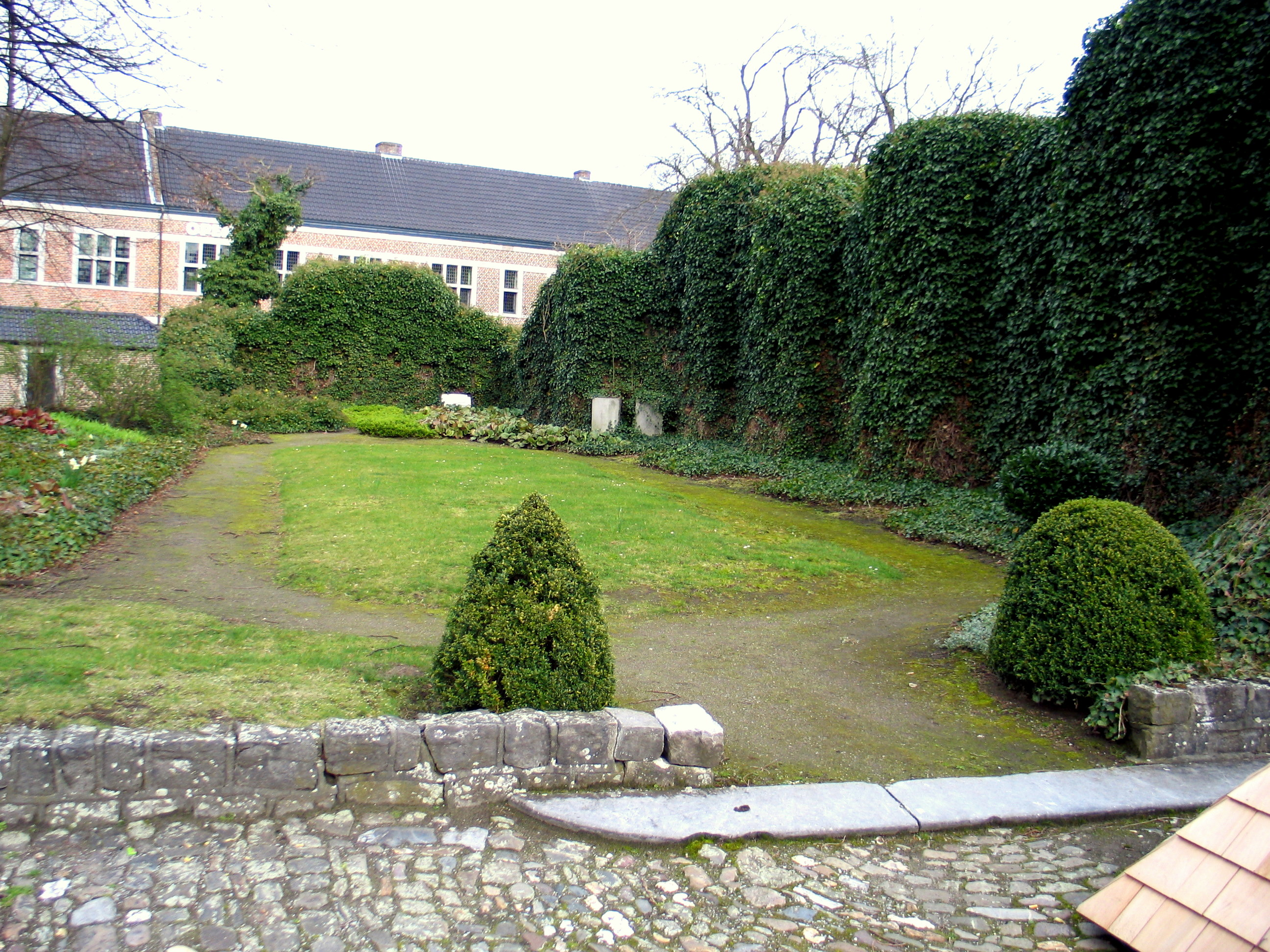
Überreste der Kirche

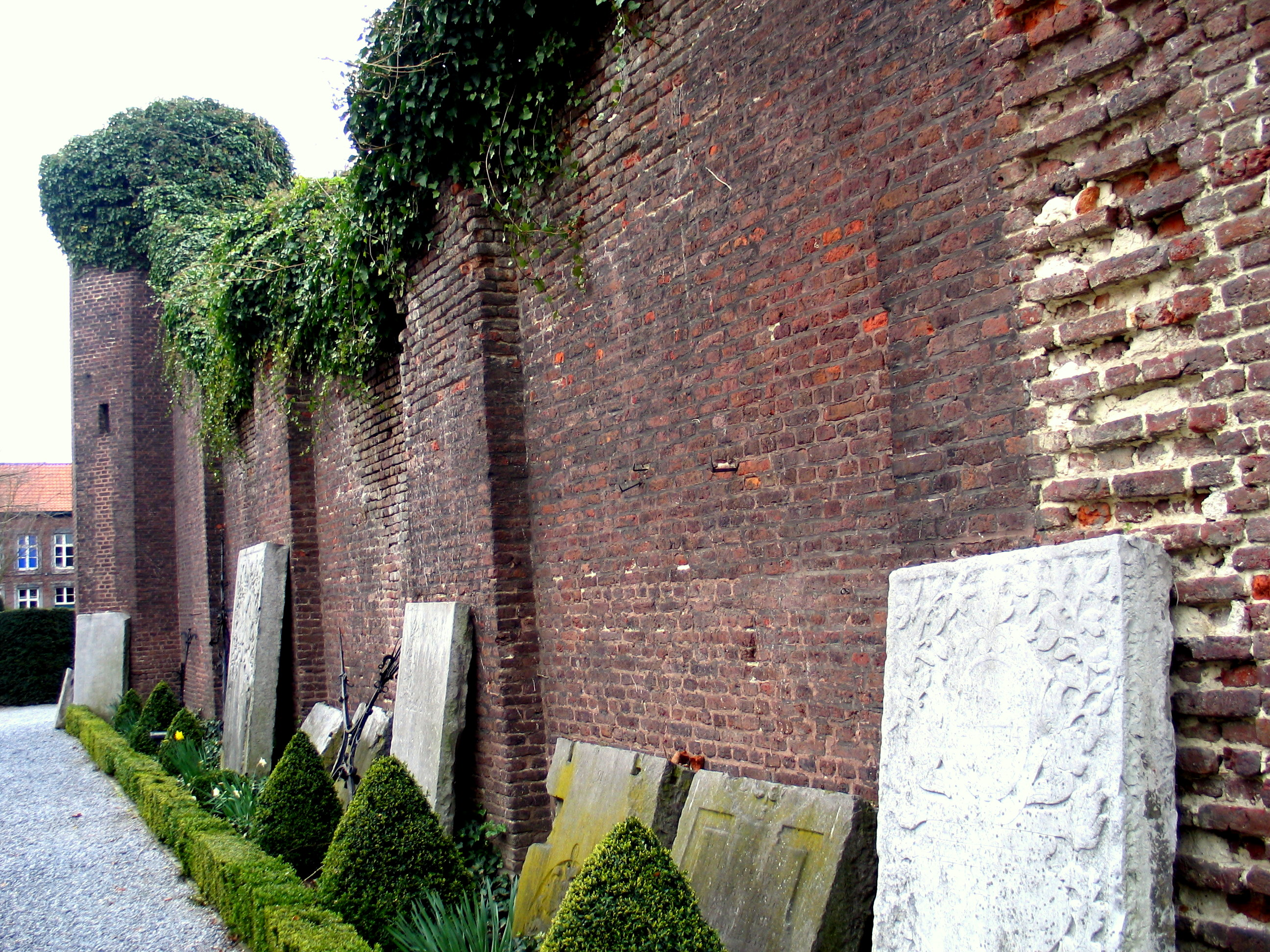
Südwand der Kirche

Der Beginenhof Hasselt (niederländisch Begijnhof Hasselt) ist ein Beginenhof vom Typ des so genannten ummauerten Platzes, der nordöstlich des Boulevards liegt, angrenzend an die Genever-Brennerei Theunissen (heute das Nationale Genever-Museum) in der Witte Nonnenstraat, der Bonnefantenstraat, dem Zuivelmarkt, der Badderijstraat und der neuen Provinzbibliothek. In seiner heutigen Form besteht der Beginenhof aus einer V-förmigen Reihe von dreizehn Häusern mit einem Vorhof um einen als Garten angelegten, 60 Quadratmeter großen Platz, in dem die Ruinen der ehemaligen Beginenhofkirche erhalten geblieben sind. Der jetzige Beginenhof ist der dritte Beginenhof in der Geschichte der belgischen Stadt Hasselt.

## Geschichte

### Erster Beginenhof
Die erste Erwähnung eines Beginenhofs stammt aus dem Jahr 1245 und befand sich außerhalb der Stadtmauern in der Nähe des sogenannten Begijnenpoel (Teich) und der Planckenweide (Feld). Der Brunnen dieses ersten Beginenhofs, der 1567 während des Bildersturms von den Protestanten zerstört wurde, wurde in den 1970er Jahren bei Abbrucharbeiten am Virga Jesse College in der Guffenslaan entdeckt. Ein Teil der Fundamente des Beginenhofs selbst wurde in Form von Holzpfählen gefunden. Ortsnamen in der Gegend wie Begijnenpoel und Begijnenweide erinnern an die frühere Anwesenheit der Beginen.

### Zweiter Beginenhof
Nachdem Fürstbischof Gerard von Groesbeek die Ordnung wiederhergestellt hatte, zogen die Beginen 1571 innerhalb der Stadtmauern ein. Zunächst lebten sie in einigen Lehmhäusern rund um eine Kapelle am rechten Ufer des Flusses Nieuwe Demer. Die Beginen widmeten sich dem Unterricht für die Kinder der wohlhabenden Bürger und der Pflege der Kranken. Nach der Schlacht von Fleurus kümmerten sie sich im Jahr 1625 um Pestopfer. Sechs Beginen haben nicht überlebt.

### Der heutige Beginenhof

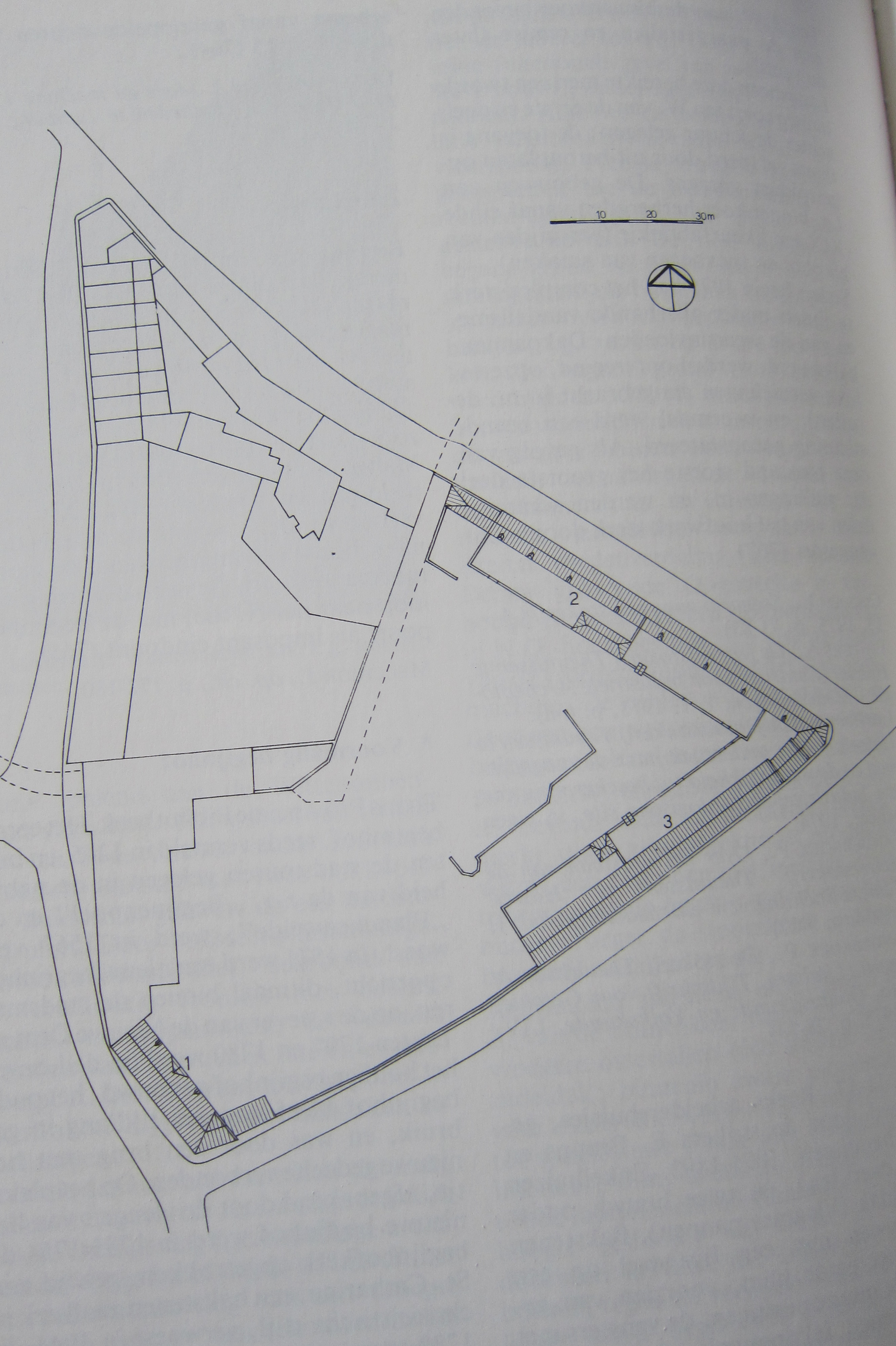
Übersichtsplan des ehemaligen Beginenhofs Hasselt mit den V-förmigen Beginenhöfen rechts, der Ruine der zerstörten Kirche in der Mitte und dem Torhaus zum Zuivelmarkt links; rechts das Kulturzentrum Z33

Ende des 17. Jahrhunderts wurden die Wohnungen zu klein. Die Beginen verließen die Häuser am rechten Ufer. Zwischen 1707 und 1780 wurde am linken Ufer des Flusses Nieuwe Demer ein neuer Beginenhof gebaut, so wie er heute (2016) noch aussieht, abgesehen von der zerstörten Kirche. Der Beginenhof mit seinen Beginenhöfen besteht aus einer V-förmigen Reihe von Häusern, die um einen kleinen Platz angeordnet sind. Der an die Witte Nonnenstraat angrenzende Nordflügel enthält den ältesten Teil der Häuser; er wurde zwischen 1707 und 1711 im sogenannten Maasland-Renaissance-Stil im Auftrag von Anna Margaretha van Hilst († 1763) erbaut. Es besteht aus acht ähnlichen zweigeschossigen Stadthäusern unter einem ziegelgedeckten Satteldach. Der Kalksteinsturz über der Eingangstür des nördlichen Hauses ganz links trägt das Wappen der Stifterin Anna Margaretha van Hilst mit folgender Beschreibung: in Azur ein goldener Ring mit einem goldenen Hakenschildkopf. Auf dem senkrechten Mittelpfosten findet sich die Jahreszahl 1707.
Die nach Süden ausgerichteten Häuser, insgesamt fünf, die an die Badderijstraat grenzen, wurden in drei Kampagnen zwischen 1717 und 1762 gebaut. Das System der Vorgärten mit Mauern und Kalksteintoren wurde hier fortgesetzt. Bei den beiden letztgenannten Häusern fehlt das horizontalisierende Element der durchgehenden Kalksteinbänder und Fensterbänke, die bei den Häusern an der Witte Nonnenstraat zu finden sind.
Im Hof, der von den V-förmigen Flügeln der neu errichteten Beginenhöfe begrenzt wird, wurde 1753–1754 die klassizistische Hallenkirche errichtet, die der Heiligen Katharina geweiht ist. Das Gebäude wurde durch ein Torhaus an der Westseite ergänzt, das auf den Zuivelmarkt hinausging. An der Straßenseite besitzt dieses Gebäude ein monumentales Rundbogentor, das von einem Rahmen aus Kalksteinquadern mit einem Giebel mit einem Oculus (1780) umgeben ist. Auf der Gartenseite hat die Fassade zehn Erker und ist vollständig offen mit rechteckigen Fenstern mit flachem Kalksteinrahmen. Der Risalit der beiden mittleren Erker wird von einem dreieckigen Giebel mit einem Oculus in einem vorspringenden Backsteinrahmen gekrönt, der von zwei Giebelsteinen mit der Jahreszahl A°/1780 flankiert wird.
Der frühere Standort des ursprünglichen Beginenhofs am rechten Ufer der Nieuwe Demer wurde eine Zeit lang weiter genutzt und durch eine Brücke mit dem neuen Teil verbunden.
Der Einzug der französischen Besatzungstruppen im Jahr 1795 bedeutete den Niedergang des Beginenhofs von Hasselt. Im Jahr 1802 lebten 23 Beginen auf dem Hof. Auch die Zisterzienserinnen der Abtei Herkenrode hatten damals dort Zuflucht gesucht. Die Kirche wurde dann als Heulager genutzt. Sie wurde 1881 geschlossen und bei einem Bombenangriff am 11. Mai 1944 zerstört. Von der Kirche ist heute (2016) nur noch eine efeubewachsene Ruine übrig, an der eine Tafel mit einer kurzen Erläuterung der Geschichte des Beginenhofs angebracht ist.
Im gesamten 19. Jahrhundert ließen sich nur sechs Beginen im Beginenhof nieder. Im Jahr 1825 gab es noch acht Beginen, 1856 waren es drei. Rosa Margaretha Vandenhoudt war die letzte Begine des heutigen Beginenhofs Zuivelmarkt. Sie starb am 14. September 1886.
Im Jahr 1839 wurde das Anwesen an den Bischof von Lüttich übertragen, und 1880 ging es in den Besitz der Armenkasse von Hasselt über. Ende des 19. Jahrhunderts wurde es von den Brüdern der Nächstenliebe gekauft.

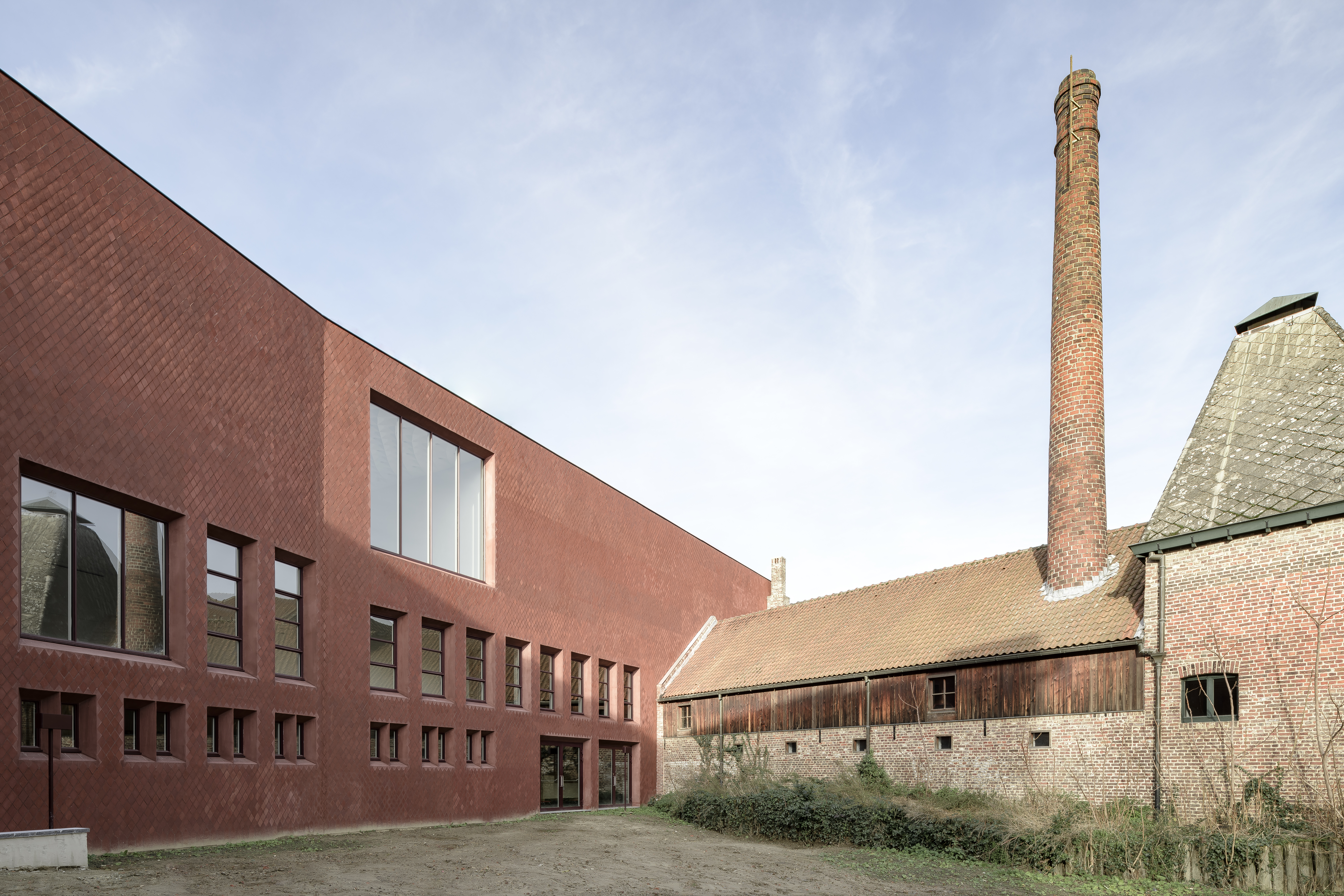
Kulturzentrum Z33, Hasselt

### Nach dem Zweiten Weltkrieg
1938 erwarb die Provinz Limburg den Beginenhof Hasselt, zu dem die Beginenhöfe mit einem kleinen Privatgarten, das Torhaus und der Hof mit der Kirche gehörten. Die zentral gelegene Beginenhofkirche wurde 1944 bei einem Bombenangriff im Zweiten Weltkrieg zerstört. Nach dem Krieg, von 1946 bis 1979, war die Limburger Provinzialbibliothek in mehreren Beginenhäusern untergebracht. Im Jahr 1959 wurde es um Ausstellungsräume neben dem Zuivelmarkt erweitert. Im Jahr 1994 wurden die kulturellen Aktivitäten dem Z33 Arts Centre (Z33 bedeutet Zuivelmarkt 33, die Adresse des Zentrums) anvertraut.

### Jüngste Entwicklungen
Ende 2016 gab die Limburger Provinzregierung ihre Absicht bekannt, die Beginenhöfe und das an die Badderijstraat und den Zuivelmarkt angrenzende Pförtnerhaus an einen Projektentwickler zu verkaufen, um dort private Wohneinheiten zu errichten. Das Z33 wird auch in der Bonnefantenstraat erweitert. Es gibt auch Pläne, den Innenhof mit der Kirchenruine als öffentlichen Raum neu zu gestalten. Außerdem wurde vorgeschlagen, diesen Platz über einen zusätzlichen Durchgang zur Badderijstraat und zur Witte Nonnenstraat zu erschließen und die südliche Häuserreihe mit neuen Wohnungen zu erweitern. In der Sitzung vom 21. September 2016 genehmigte der Rat der Provinz Limburg den Verkauf von dreizehn Häusern und dem Torhaus. Es wurde angegeben, dass der Verkauf mindestens 1,5 Millionen Euro einbringen sollte.
Ende Januar 2017 schien es, als würde nur die Universität Hasselt ein Gebot von 1,5 Millionen für den Beginenhof abgeben. In Zusammenarbeit mit der Limburger Konversionsgesellschaft legte sie außerdem einen Visionstext über ihre Zukunftspläne für das Gelände vor.